# Angus & Robertson
Angus & Robertson (A&R) est un important libraire, éditeur et imprimeur australien. En tant qu'éditeur de livres, A&R a largement contribué à la promotion et au développement de la littérature australienne ,,. Cette marque australienne bien connue existe actuellement sous la forme d'une boutique en ligne appartenant au libraire en ligne Booktopia. La marque Angus & Robertson est toujours présente dans les livres publiés par HarperCollins, une société de News Corporation.

## Histoire de la librairie

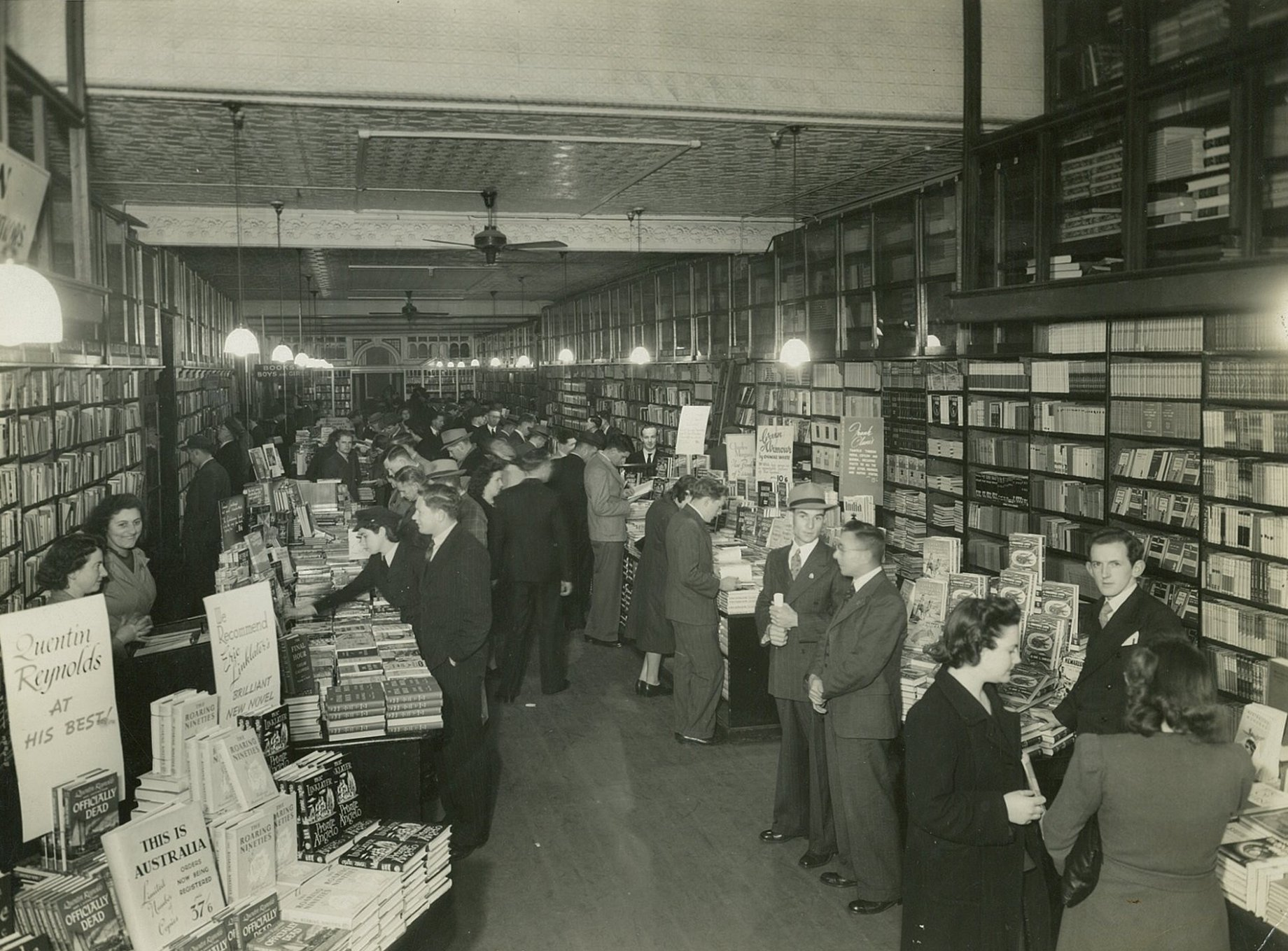
Intérieur d'un magasin en 1946, Sydney

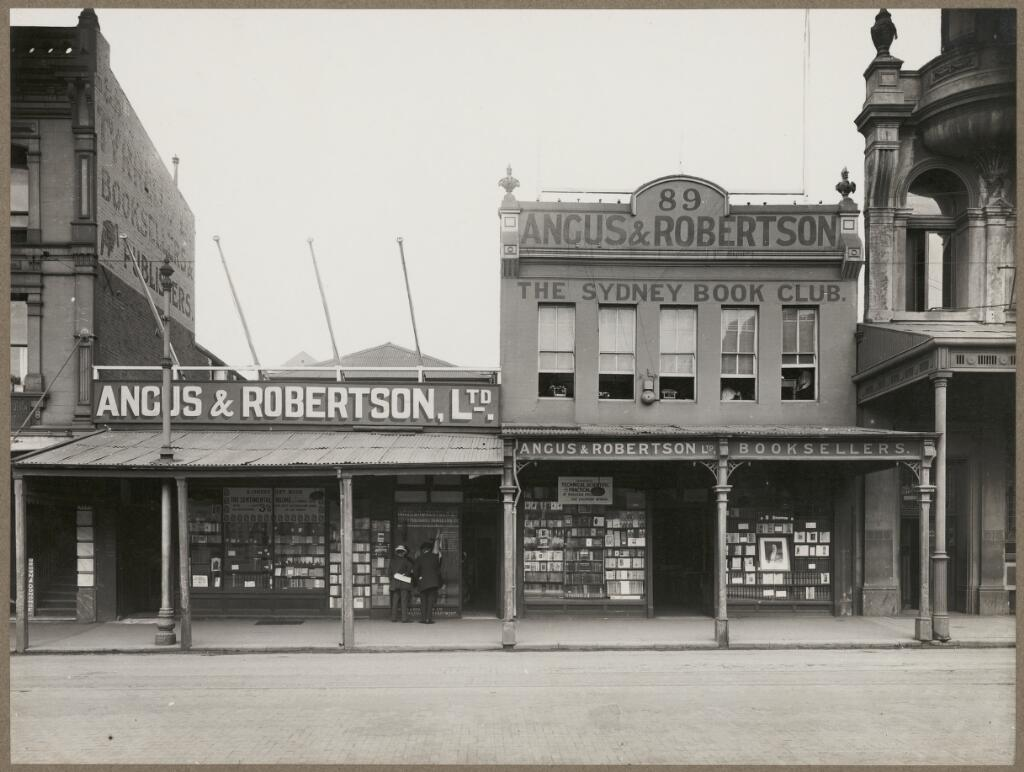
Libraires Angus & Robertson, 89 Castlereagh Street, Sydney, 1915. Notez le panneau « The Sydney Book Club ».

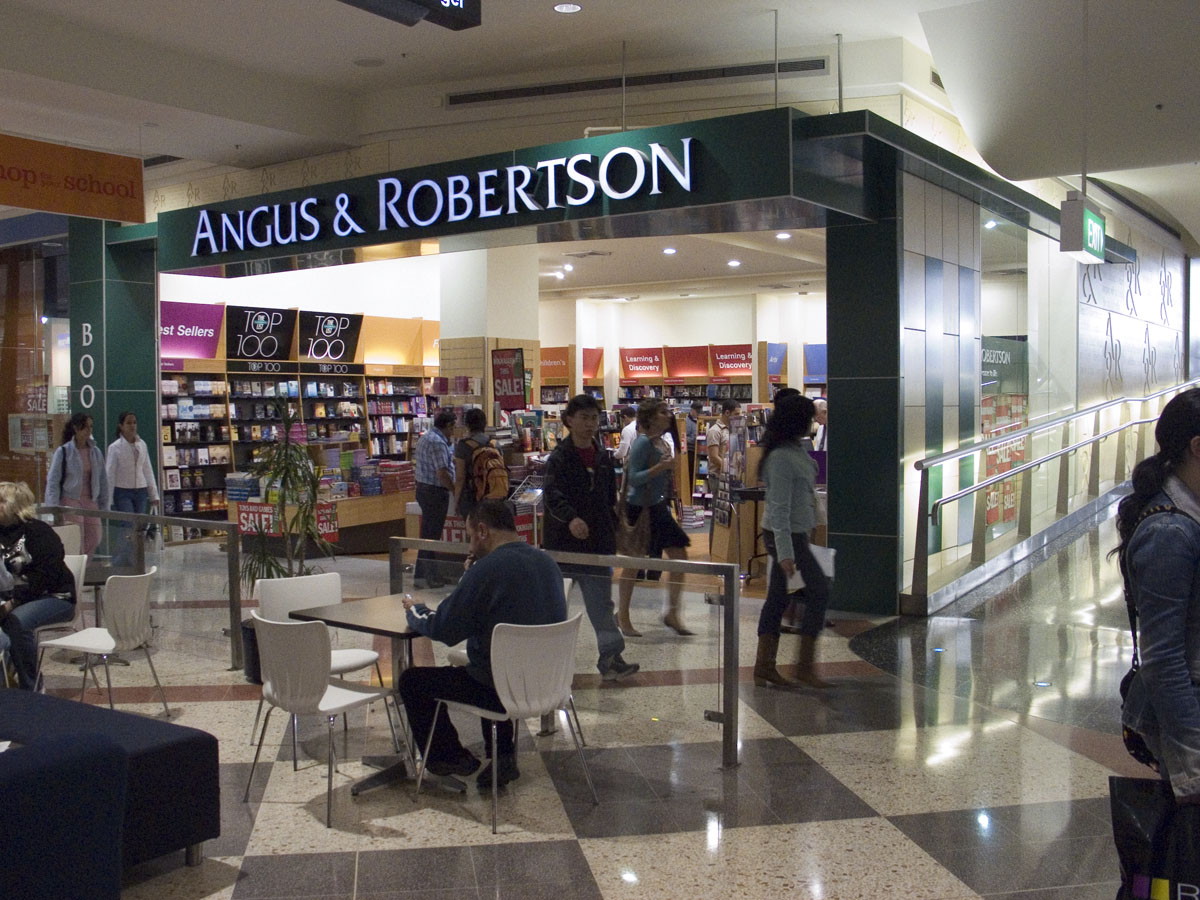
Magasin franchisé Angus & Robertson, Pitt Street Mall, Sydney, 2005.

La première librairie a été ouverte au 110½ Market Street à Sydney par l'écossais David Mackenzie Angus (1855-1901) en 1884 ; à l'origine, elle ne vendait que des livres d'occasion . En 1886, il s'associe à son compatriote écossais George Robertson. Il ne faut pas confondre ce George Robertson avec son contemporain plus âgé, George Robertson, le libraire de Melbourne, qui exerça plus tard sous le nom de Robertson & Mullens. En 1900, David Angus, en proie à des problèmes de santé, se retire de la société pour s'installer en Angleterre, où il meurt peu de temps après. Frederick Wymark reprend une grande partie des parts d'Angus dans la société.
En 1895, la société a déménagé au 89 Castlereagh Street, à Sydney. Le siège social de l'entreprise est resté à Castlereagh Street jusque dans les années 1950. Le magasin était connu comme la "plus grande librairie du monde" . En 1907, le partenariat a été transformé en une société publique : Angus & Robertson Limited. En 1951, un magasin a été ouvert au sein de la Haut-Commissariat d'Australie à Londres, qui a fonctionné jusque dans les années 1970.
Dans les années 1950, Angus & Robertson a commencé à se développer pour devenir la première chaîne nationale de librairies en Australie. Au milieu des années 1970, la principale librairie d'A&R était située au 207-209 Pitt Street et occupait plusieurs étages . En 1977, elle a ouvert son premier magasin franchisé dans la banlieue sud de Sydney, à Hurstville. En 2006, l'entreprise comptait plus de 170 magasins répartis dans tout le pays et affirmait avoir plus de deux fois plus de magasins que le deuxième plus grand libraire d'Australie . L'entreprise détenait environ 18 % de part du marché australien de la vente au détail de livres . En 2008, la plus grande librairie Angus & Robertson était située au 168-174 Pitt Street Mall (au rez-de-chaussée de l' Imperial Arcade ), à Sydney,.
George Robertson a encouragé le collectionneur de livres David Scott Mitchell à se convertir à la collection dans le domaine alors négligé de la littérature australienne. Mitchell a accumulé une vaste collection (dont beaucoup ont été achetés à A&R), qui a finalement constitué la base de la bibliothèque Mitchell de la bibliothèque de l'État de Nouvelle-Galles du Sud. George Robertson a également encouragé l'homme d'affaires et collectionneur William Dixson à collectionner des livres et des œuvres d'art australiens. Sa collection a fini par constituer la bibliothèque Dixson de la bibliothèque de l'État de Nouvelle-Galles du Sud.
En 2011, après 125 ans d'existence, elle a fermé tous ses magasins physiques et est devenue un détaillant de livres uniquement en ligne.

## Histoire de l'entreprise
Angus & Robertson commence à publier en 1888. Leur premier ouvrage fut un livre de vers, A Crown of Wattle, écrit par un avocat de Sydney, H. Peden Steel. Depuis les premières années d'édition jusqu'en 1900, Angus & Robertson a mis au point une formule de commercialisation et une gamme de produits très efficaces et rentables : un mélange d'édition littéraire et d'édition éducative, ainsi qu'une commercialisation active par la distribution d'un grand nombre d'exemplaires de revues. Ils ont également publié de précieux ouvrages de référence, notamment l' Australian Encyclopaedia, la Bibliography of Australia en plusieurs volumes de John Alexander Ferguson et les premières années d'Art in Australie . En 1938, A&R ouvre une maison d'édition à Londres.
En tant qu'éditeur, Angus & Robertson a joué un rôle important dans le façonnement de la littérature australienne en publiant, avec des ventes considérables, des œuvres d'auteurs australiens populaires tels que Banjo Paterson, Henry Lawson, CJ Dennis, Norman Lindsay, Frank Clune, Ion Idriess, Will H. Ogilvie, Colin Simpson, Arthur Upfield, Frank Dalby Davison, EV Timms et les écrivains pour enfants Dorothy Wall et May Gibbs.
George Robertson est décédé en 1933 et Walter Cousins (jusqu'en 1948) et George Ferguson (jusqu'en 1971) lui ont succédé comme éditeur 